# Tivoli Neu
Tivoli Neu – stadion piłkarski w Innsbrucku. Główny obiekt klubu piłkarskiego FC Wacker Tirol oraz drużyny futbolu amerykańskiego Tirol Raiders.

## Historia
Oddany został do użytku w 2000 roku. W latach 2006–2007 stadion przechodził przebudowę. Na Euro 2008 odbywały się tam mecze grupy D. Podczas Mistrzostw Europy pojemność wynosiła 30 000 miejsc, po zakończeniu turnieju tymczasowe trybuny zostały zdemontowane.

## Mecze międzypaństwowe
| 10 czerwca 2008 18:00 CEST | Hiszpania · David Villa 20' 44' 75' · Cesc Fàbregas 90' | 4-12-0Raport | Rosja · Roman Pawluczenko 86' | Tivoli Neu, Innsbruck Widzów: 30 772 Sędzia: Konrad Plautz |
|                            |                                                         |              |                               |                                                            |

| 14 czerwca 2008 18:00 CEST | Szwecja · Zlatan Ibrahimović 34' | 1-21-1Raport | Hiszpania · Fernando Torres 15' · David Villa 90+2' | Tivoli Neu, Innsbruck Widzów: 30 772 Sędzia: Pieter Vink |
|                            |                                  |              |                                                     |                                                          |

| 18 czerwca 2008 20:45 CEST | Rosja · Roman Pawluczenko 24' Andriej Arszawin 51' | 2-01-0Raport | Szwecja | Tivoli Neu, Innsbruck Widzów: 30 772 Sędzia: Frank De Bleeckere |
|                            |                                                    |              |         |                                                                 |